# GPBAR1
GPBAR1 (англ. G protein-coupled bile acid receptor 1) – білок, який кодується однойменним геном, розташованим у людей на короткому плечі 2-ї хромосоми.  Довжина поліпептидного ланцюга білка становить 330 амінокислот, а молекулярна маса — 35 248.
| 10         |  | 20         |  | 30         |  | 40         |  | 50         |
| ---------- |  | ---------- |  | ---------- |  | ---------- |  | ---------- |
| MTPNSTGEVP |  | SPIPKGALGL |  | SLALASLIIT |  | ANLLLALGIA |  | WDRRLRSPPA |
| GCFFLSLLLA |  | GLLTGLALPT |  | LPGLWNQSRR |  | GYWSCLLVYL |  | APNFSFLSLL |
| ANLLLVHGER |  | YMAVLRPLQP |  | PGSIRLALLL |  | TWAGPLLFAS |  | LPALGWNHWT |
| PGANCSSQAI |  | FPAPYLYLEV |  | YGLLLPAVGA |  | AAFLSVRVLA |  | TAHRQLQDIC |
| RLERAVCRDE |  | PSALARALTW |  | RQARAQAGAM |  | LLFGLCWGPY |  | VATLLLSVLA |
| YEQRPPLGPG |  | TLLSLLSLGS |  | ASAAAVPVAM |  | GLGDQRYTAP |  | WRAAAQRCLQ |
| GLWGRASRDS |  | PGPSIAYHPS |  | SQSSVDLDLN |  |            |  |            |

A: Аланін

C: Цистеїн

D: Аспарагінова кислота

E: Глутамінова кислота

F: Фенілаланін

G: Гліцин

H: Гістидин

I: Ізолейцин

K: Лізин

L: Лейцин

M: Метіонін

N: Аспарагін

P: Пролін

Q: Глутамін

R: Аргінін

S: Серин

T: Треонін

V: Валін

W: Триптофан

Кодований геном білок за функціями належить до рецепторів, g-білокспряжених рецепторів, білків внутрішньоклітинного сигналінгу. 
Локалізований у клітинній мембрані, мембрані.